# Governo Rumor III
Il Governo Rumor III è stato il venticinquesimo esecutivo della Repubblica Italiana, il quarto della V legislatura.
È rimasto in carica dal 28 marzo al 6 agosto 1970 per un totale di 131 giorni, ovvero 4 mesi e 9 giorni.
Il governo ottenne la fiducia al Senato il 10 aprile 1970 con 167 voti a favore e 117 contrari.
Il governo ottenne la fiducia alla Camera il 17 aprile 1970 con 348 voti a favore e 239 contrari.
In seguito a un possibile sciopero generale dei lavoratori FIAT e di altre importanti categorie, contrasti tra i vari partiti della maggioranza, che a parere del presidente del consiglio non avrebbero agevolato il futuro "cammino" del governo, Rumor si dimise improvvisamente il 6 luglio.

## Storia

Il momento del giuramento del davanti al Presidente della Repubblica Giuseppe Saragat.

La tensione sindacale, le prossime elezioni regionali e il divorzio sono gli argomenti principali delle trattative per la costituzione di un nuovo governo. I partiti del centro-sinistra indicano Mariano Rumor per l'incarico ma l'accordo appare lontano. Saragat è costretto a conferire due mandati consultivi a Fanfani e Moro, che nonostante tutto non riescono a portare a termine il compito affidato. Come già avvenuto per la crisi precedente a spronare un accordo di governo per un terzo governo Rumor è lo spauracchio delle elezioni anticipate che, si ritiene, finirebbero abbinate con quelle per le regioni. Varato dopo una crisi di quasi due mesi il governo, minato dalle lotte sindacali, dalle pressioni vaticane contro il divorzio e da forti contrasti interni alla DC, si dimette a sorpresa dopo cinque mesi e qualche giorno per l'impossibilità di mettere mano al crescendo dei problemi politici e sociali senza un chiarimento di posizione di tutti i partiti, anche quelli di opposizione.

## Compagine di governo

### Sostegno parlamentare
| Camera dei Deputati | Camera dei Deputati | Seggi              |
| ------------------- | --- | ------------------ |
|                     | Democrazia Cristiana Partito Socialista Italiano Partito Socialista Unitario Partito Repubblicano Italiano Südtiroler Volkspartei Totale Maggioranza                       | 266 62 29 9 3 369  |
|                     | Partito Comunista Italiano Partito Liberale Italiano Movimento Sociale Italiano Partito Socialista Italiano di Unità Proletaria PDI di Unità Monarchica Totale Opposizione | 177 31 24 23 6 261 |
| Totale              | Totale | 630                |

| Senato della Repubblica | Senato della Repubblica | Seggi           |
| ----------------------- | --- | --------------- |
|                         | Democrazia Cristiana Partito Socialista Italiano Partito Socialista Unitario Partito Repubblicano Italiano Südtiroler Volkspartei Totale Maggioranza | 135 36 10 2 185 |
|                         | PCI-PSIUP Partito Liberale Italiano Movimento Sociale Italiano PDI di Unità Monarchica Totale Opposizione                                            | 101 16 11 2 130 |
| Totale                  | Totale | 315             |

### Appartenenza politica
- Democrazia Cristiana (DC): Presidente del consiglio, 16 ministri, 33 sottosegretari
- Partito Socialista Italiano (PSI): Vicepresidente del consiglio, 5 ministri, 13 sottosegretari
- Partito Socialista Democratico Italiano (PSDI): 3 ministri, 8 sottosegretari
- Partito Repubblicano Italiano (PRI): 1 ministro, 2 sottosegretari

### Provenienza geografica
| Regione               | Presidente | Vicepresidente | Ministri | Sottosegretari | Totale |
| --------------------- | ---------- | -------------- | -------- | -------------- | ------ |
| Veneto                | 1          | -              | 2        | 2              | 5      |
| Campania              | -          | 1              | 1        | 5              | 7      |
| Lazio                 | -          | -              | 1        | 9              | 10     |
| Sicilia               | -          | -              | 4        | 4              | 8      |
| Lombardia             | -          | -              | 2        | 5              | 7      |
| Puglia                | -          | -              | 2        | 5              | 7      |
| Emilia-Romagna        | -          | -              | 1        | 6              | 7      |
| Liguria               | -          | -              | 3        | 3              | 6      |
| Toscana               | -          | -              | 2        | 3              | 5      |
| Piemonte              | -          | -              | -        | 4              | 4      |
| Calabria              | -          | -              | 1        | 2              | 3      |
| Sardegna              | -          | -              | 2        | -              | 2      |
| Abruzzo               | -          | -              | 1        | 1              | 2      |
| Basilicata            | -          | -              | 1        | 1              | 2      |
| Molise                | -          | -              | 1        | 1              | 2      |
| Friuli-Venezia Giulia | -          | -              | -        | 2              | 2      |
| Marche                | -          | -              | -        | 2              | 2      |

## Composizione
| Presidenza del Consiglio dei ministri          | Presidenza del Consiglio dei ministri | Presidenza del Consiglio dei ministri | Presidenza del Consiglio dei ministri           | Presidenza del Consiglio dei ministri                                                                                |
| Carica                                         | Titolare                              | Titolare                              | Titolare                                        | Sottosegretario di Stato alla Presidenza del Consiglio                                                               |
| ---------------------------------------------- | ------------------------------------- | ------------------------------------- | ----------------------------------------------- | --- |
| Presidente del Consiglio dei ministri          |                                       |                                       | Mariano Rumor (DC)                              | - Antonio Bisaglia (DC) - Aurelio Curti (DC) - Giuseppe Di Vagno (PSI) - Francesco Fossa (PSI) - Giovanni Zonca (DC) |
| Vicepresidente del Consiglio dei ministri      |                                       |                                       | Francesco De Martino (PSI)                      | - Antonio Bisaglia (DC) - Aurelio Curti (DC) - Giuseppe Di Vagno (PSI) - Francesco Fossa (PSI) - Giovanni Zonca (DC) |
| Ministri senza portafoglio                     |                                       |                                       |                                                 | |
| Delegazione italiana all'ONU                   |                                       |                                       | Giacinto Bosco (DC) (fino al 09/06/1970)        | Giacinto Bosco (DC) (fino al 09/06/1970)                                                                             |
| Delegazione italiana all'ONU                   |                                       | Carlo Russo (DC) (dal 09/06/1970)     |                                                 | |
| Interventi straordinari nel Mezzogiorno        |                                       |                                       | Paolo Emilio Taviani (DC)                       | Paolo Emilio Taviani (DC)                                                                                            |
| Problemi relativi all'attuazione delle regioni |                                       |                                       | Eugenio Gatto (DC)                              | Eugenio Gatto (DC)                                                                                                   |
| Rapporti fra Governo e Parlamento              |                                       |                                       | Mario Ferrari Aggradi (DC)                      | Mario Ferrari Aggradi (DC)                                                                                           |
| Ricerca scientifica                            |                                       |                                       | Camillo Ripamonti (DC)                          | Camillo Ripamonti (DC)                                                                                               |
| Riforma della pubblica amministrazione         |                                       |                                       | Remo Gaspari (DC)                               | Remo Gaspari (DC) |
| Ministero                                      | Ministri                              | Ministri                              | Ministri                                        | Sottosegretari di Stato                                                                                              |
| Affari esteri                                  |                                       |                                       | Aldo Moro (DC)                                  | - Alberto Bemporad (PSDI) - Mario Pedini (DC) - Angelo Salizzoni (DC)                                                |
| Interni                                        |                                       |                                       | Franco Restivo (DC)                             | - Nello Mariani (DC) - Adolfo Sarti (DC) - Franco Tedeschi (PSDI) - Ernesto Pucci (DC)                               |
| Grazia e giustizia                             |                                       |                                       | Oronzo Reale (PRI)                              | - Michele Pellicani (PSDI) - Erminio Pennacchini (DC)                                                                |
| Bilancio e programmazione economica            |                                       |                                       | Antonio Giolitti (PSI)                          | - Barbaro Lo Giudice (DC)                                                                                            |
| Finanze                                        |                                       |                                       | Luigi Preti (PSDI)                              | - Gioacchino Attaguile (DC) - Luigi Borghi (DC) - Giuseppe Macchiavelli (PSI)                                        |
| Tesoro                                         |                                       |                                       | Emilio Colombo (DC)                             | - Venerio Cattani (PSI) - Bonaventura Picardi (DC) - Dante Schietroma (PSDI) - Giuseppe Sinesio (DC)                 |
| Difesa                                         |                                       |                                       | Mario Tanassi (PSDI)                            | - Mario Marino Guadalupi (PSI) - Attilio Iozzelli (DC) - Vito Lattanzio (DC)                                         |
| Pubblica istruzione                            |                                       |                                       | Riccardo Misasi (DC)                            | - Oddo Biasini (PRI) - Elena Gatti Caporaso (PSI) - Pier Luigi Romita (PSDI) - Elio Rosati (DC)                      |
| Lavori pubblici                                |                                       |                                       | Salvatore Lauricella (PSI)                      | - Luigi Angrisani (PSDI) - Vincenzo Russo (DC) - Vincenzo Scarlato (DC)                                              |
| Agricoltura e foreste                          |                                       |                                       | Lorenzo Natali (DC)                             | - Dario Antoniozzi (DC) - Anselmo Martoni (PSDI) - Giuseppe Tortora (PSI) - Giovanni Venturi (DC)                    |
| Trasporti e aviazione civile                   |                                       |                                       | Italo Viglianesi (PSI)                          | - Onorio Cengarle (DC) - Sebastiano Vincelli (DC)                                                                    |
| Poste e telecomunicazioni                      |                                       |                                       | Franco Maria Malfatti (DC) (fino al 09/06/1970) | - Guido Ceccherini (PSDI) - Bernardo D'Arezzo (DC) - Aldo Venturini (PSI)                                            |
| Poste e telecomunicazioni                      |                                       | Giacinto Bosco (DC) (dal 09/06/1970)  |                                                 | - Guido Ceccherini (PSDI) - Bernardo D'Arezzo (DC) - Aldo Venturini (PSI)                                            |
| Industria, commercio e artigianato             |                                       |                                       | Silvio Gava (DC)                                | - Loris Biagioni (DC) - Fernando De Marzi (DC) - Oscar Mammì (PRI)                                                   |
| Sanità                                         |                                       |                                       | Luigi Mariotti (PSI)                            | - Maria Pia Dal Canton (DC) - Girolamo La Penna (DC)                                                                 |
| Commercio con l'estero                         |                                       |                                       | Mario Zagari (PSI)                              | - Corrado Belci (DC) - Renzo Forma (DC)                                                                              |
| Marina mercantile                              |                                       |                                       | Salvatore Mannironi (DC)                        | - Paolo Cavezzali (PSI) - Vittorio Cervone (DC)                                                                      |
| Partecipazioni statali                         |                                       |                                       | Flaminio Piccoli (DC)                           | - Francesco Principe (PSI)                                                                                           |
| Lavoro e previdenza sociale                    |                                       |                                       | Carlo Donat-Cattin (DC)                         | - Lucio Mariano Brandi (PSI) - Leandro Rampa (DC) - Mario Toros (DC)                                                 |
| Turismo e spettacolo                           |                                       |                                       | Giuseppe Lupis (PSDI)                           | - Franco Evangelisti (DC) - Gianni Usvardi (PSI)                                                                     |

## Cronologia
Salvo diversa indicazione le notizie sono tratte dal sito dellarepubblica.it, richiamato in bibliografia

### Febbraio
- 8-9 febbraio: il PCI chiama alla mobilitazione contro il quadripartito e per rivendicare un governo aperto orientato a sinistra. 
Il Capo dello Stato apre le consultazioni per la formazione di un nuovo governo: PSI e PSU si dichiarano pronti a collaborare nel nuovo esecutivo ma il primo ritiene che esistano alternative alla formula del centro-sinistra, mentre gli ex socialdemocratici in caso di fallimento chiederanno le elezioni anticipate. Ugo La Malfa pone come condizione un deciso programma economico.
- 10 febbraio: Rumor riceve un incarico definito "rigido". O riesce a formare un esecutivo di centro-sinistra o passa la mano.
A Roma, un militante del PCI della sezione Balduina è gravemente ferito nel corso di un’incursione dei militanti di «Ordine nuovo» nella sede della sezione.
- 15 febbraio: al teatro Eliseo di Roma si svolge un'assemblea nazionale organizzata dai promotori de Il Manifesto, cui prendono parte rappresentanze del movimento studentesco, di Potere Operaio e del Partito comunista d'Italia marxista leninista. Si discute dell'organizzazione centralizzata e coercitiva del PCI e dell'imperialismo sovietico, ma anche dell'ideologia socialista. I contestatori a sinistra del partito comunista condannano infatti il capitalismo di stato russo. Se lo stato si appropria dei mezzi di produzione il suo rappresentante assume il ruolo del padrone nei sistemi capitalistici occidentali.

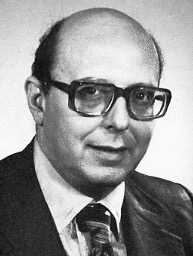
Giovanni Galloni

- 16-17 febbraio: alla vigilia dei primi incontri si inserisce nel dibattito il tema scottante del divorzio, che divide la DC dagli alleati e in minima parte al suo interno. Giovanni Galloni sostiene a tal proposito che i socialisti non hanno il diritto di porre veti alle decisioni democristiane su temi che investono valori di particolare importanza quando non si fanno problemi di sostenere provvedimenti a carattere sociale sostenuti dai comunisti.
Nello stesso giorno il Vaticano evoca la possibilità di un incidente diplomatico con l'Italia qualora la legge sul divorzio venga approvata in via definitiva. La segreteria di stato vaticana ha infatti inviato una nota diplomatica ufficiale in cui si sostiene quello che il Vaticano va del resto dicendo da tempo, e cioè che l'introduzione del divorzio è una violazione del Concordato sottoscritto nel 1929. Giulio Andreotti chiede che il governo accetti il confronto bilaterale richiesto da oltre Tevere.[6]
- 25 febbraio: le trattative per il governo sono sospese per consentire ai partiti di riesaminare le proprie posizioni in merito alla fissazione delle prime elezioni regionali e all'amnistia sindacale. Ugo La Malfa polemizza per i pesanti condizionamenti del Vaticano sul tema del divorzio. Socialisti, socialdemocratici e repubblicani sono concordi nel sostenere che la legge già approvata dalla Camera non è suscettibile di modifiche e che i cattolici potranno avvalersi del referendum abrogativo, le cui norme di attuazione giacciono in Parlamento da alcuni mesi.
Roma, la polizia carica militanti di sinistra che protestano contro una manifestazione organizzata da Avanguardia Nazionale nei pressi dell’università.[7]
- 26 febbraio: Roma: la polizia disperde militanti di destra che cercano di attaccare la facoltà di Lettere occupata dal movimento studentesco.
- 28 febbraio: Rumor rinuncia all'incarico. Il PCI sostiene che tentativo d’imporre con il quadripartito una svolta conservatrice ha dovuto fare i conti con l’opposizione del Paese e i contrasti fra i quattro. Per il PSI il fallimento è dovuto all'incapacità della DC di affrontare i condizionamenti del Vaticano.[8]

### Marzo
- 3 marzo: dopo due giorni di intense consultazioni il Capo dello Stato conferisce un pre-incarico a Aldo Moro. Al ministro uscente degli Esteri è richiesto di chiarire la situazione politica generale e di riferire sulla possibilità di conferire un effettivo incarico. Nelle stesse ore viene annunciato un ennesimo intervento vaticano in materia di divorzio. In un articolo prossimo alla pubblicazione su La Civiltà Cattolica padre Bartolomeo Sorge annuncia che gli interventi del papa e le note diplomatiche verranno inoltrate dal Nunzio apostolico in Italia alla Corte costituzionale. Riconoscendone gli effetti civili, sostiene il prelato gesuita, l'Italia ha riconosciuto nella sua Costituzione l'indissolubilità del matrimonio religioso, e di conseguenza non può modificare la legislazione matrimoniale senza consultarsi per via diplomatica con la Santa Sede. Viene inoltre suggerito un emendamento all'articolo 2 della legge, che disponga il divieto di scioglimento degli effetti civili per i matrimoni religiosi.
- 5 marzo: Aldo Moro incontra le delegazioni di tutti i partiti rappresentati in Parlamento. Molti gli ostacoli da superare: la DC punta alla riproposizione del quadripartito (DC-PSI-PSU-PRI), il PRI conferma che deciderà la sua partecipazione ad un nuovo esecutivo solo dopo un eventuale accordo DC-PSI-PSU ma restano le divergenze fra i due partiti socialisti. Per il PLI il bivio è o la sua entrata nel Governo o le elezioni anticipate. Il PCI dichiara la sua netta opposizione al quadripartito e chiede un Governo «più orientato a sinistra». A partire dal 6 marzo gli incontri si riducono ai soli partiti del centro-sinistra.[9]
- 7-9 marzo: tre autorevoli sacerdoti gesuiti, docenti all'Università cattolica Gregoriana, contestano le tesi vaticane sul divorzio e le ingerenze sul dibattito politico italiano. I tre prelati vogliono anzitutto smentire che su questo tema i cattolici, divisi su tutto, abbiano ritrovato l'unità politica, e sostengono che il veto della Chiesa è incompatibile col principio della libertà religiosa promulgato dal Concilio appena cinque anni prima. Padre Pedro Arrupe, superiore generale dei gesuiti, non ne sconfessa le tesi, ed anzi sostiene che parte degli argomenti esposti sono "suscettibili" di approfondimento. Radio Vaticana difende la legittimità delle pressioni vaticane in quanto si tratta di chiarire dubbi relativi all'interpretazione del diritto internazionale.[10]
- 9 marzo: a Brescia manifestazione antifascista. Operai, studenti e cittadini chiedono lo scioglimento del MSI.
A Schio due industriali sparano contro operai e sindacalisti in sciopero. Due operai feriti gravemente, colpiti altri dieci. Tra i feriti i segretari della CISL e della UIL. Immediata la reazione operaia e sindacale.
- 11 marzo: Moro rinuncia al pre-incarico a causa dei contrasti insanabili sul divorzio. Il Capo dello Stato convoca Amintore Fanfani, cui conferisce un secondo pre-incarico nelle stesse ore in cui il PSI lancia un appello affinché la DC isoli la questione del divorzio per non compromettere l'incontro tra socialisti e cattolici che, continua l'appello, ha dato buoni risultati alla vita del paese. Nel dibattito si inseriscono intanto i cattolici dissidenti delle comunità di base che si riuniscono attorno alla rivista Il Regno. La contestazione dell'autoritarismo vaticano coincide con un avvertimento da oltreoceano, un articolo del New York Times che ammonisce Vaticano e DC a dare una soluzione alla crisi per evitare che le elezioni anticipate diano ulteriore spazio all'influenza politica del PCI.[11]
- 16-17 marzo: comitato centrale PCI: Pietro Ingrao denuncia l’involuzione a destra della DC e l’«avventurismo» dei socialdemocratici, contesta che l’unica scelta possibile per risolvere la crisi di governo sia il dilemma fra elezioni anticipate o riproposizione del quadripartito. Critica il tentativo del padronato di rimettere in discussione le conquiste delle lotte operaie dell’autunno e sollecita un forte impegno del partito per difenderle e far avanzare la proposta di un «governo orientato a sinistra», condizione indispensabile per uscire dalla crisi.
- 19 marzo: nonostante l'annuncio di un'intesa tra DC, PSI, PSU e PRI Fanfani rinuncia all'incarico. Il Capo dello Stato convoca nuovamente Mariano Rumor, che presenta ai partiti del centro-sinistra un documento in cui si propongono soluzioni per la formazione delle giunte regionali e per i problemi dell'economia, dell'amnistia sindacale e dell'economia. Indicato fin dall'inizio della crisi, Rumor riesce a ottenere il consenso dei quattro partiti e ad ottenere l'incarico formale per la formazione del governo.
- 23 marzo: Comitato centrale PSI: approvata con 94 voti la proposta di De Martino di acconsentire alla costituzione di un governo quadripartito sulla base degli accordi raggiunti nelle trattative. Il gruppo Bertoldi-Manca, ottenendo 15 voti, presenta un proprio ordine del giorno in cui motiva la scelta della formazione del governo dettata da uno «stato di necessità» per evitare le elezioni anticipate e dar vita all’ordinamento regionale. L’ordine del giorno della Sinistra lombardiana che rifiuta lo «stato di necessità» e auspica una «politica diversa dal quadripartito» riporta 13 voti.
- 24 marzo: tre dirigenti della federazione napoletana del PCI, tra i quali il deputato Liberato Bronzuto, sono espulsi dal partito in quanto sostenitori del gruppo de Il Manifesto.
Nel pieno della polemica sul divorzio, che il governo in formazione ha temporaneamente accantonato dalle trattative, la Corte costituzionale viene chiamata a decidere su una eccezione sollevata dal tribunale di Milano, relativa alle cause di nullità della celebrazione. Viene contestata l'incompatibilità dell'art. 12 della legge del 1929 per il riconoscimento civile del matrimonio religioso con l'art. 120 del codice civile: quest'ultimo afferma la nullità della celebrazione quando uno dei nubendi non è in possesso delle proprie capacità mentali o è comunque legalmente interdetto, mentre la legge previgente non contempla tale causa tra le nullità e obbliga lo stato civile ad accordare la trascrizione. La Corte rinvia il problema al legislatore.[12]
- 27 marzo: Mariano Rumor presenta al Presidente della Repubblica il suo III governo, una coalizione formata da DC, PSI, PSU e PRI. Il Consiglio dei ministri è formato da 17 democristiani, 6 socialisti, tre socialdemocratici e un repubblicano. Francesco De Martino assume la vicepresidenza del Consiglio e si dimette da segretario del PSI. Viene sostituito da Giacomo Mancini. I nuovi ministri giurano il giorno successivo.[13]

### Aprile
- 7 aprile: a Gioia Tauro la polizia interviene violentemente contro contadini ed agricoltori che manifestano per la mancata corresponsione delle quote integrative del prezzo dell'olio. Il bilancio finale degli scontri è di 40 feriti fra i dimostranti e 15 fermati.
A Massarosa i carabinieri guidati dal colonnello Caroppo (lo stesso dei fatti della Bussola) sgomberano il calzaturificio Apice, occupato dai lavoratori da due settimane. Dopo l’azione di sgombero, gruppi di operai e donne lavoranti a domicilio bloccano la Sarzanese. Il braccio di ferro si concluderà con un accordo che prevede aumenti salariali e il diritto di assemblea.
- 8 aprile: il governo si presenta ai due rami del Parlamento. Rumor annuncia l'amnistia per i fatti connessi alle agitazioni sindacali e la fissazione delle prime elezioni regionali per il 7 giugno. Al Senato la fiducia è approvata con 167 voti a favore e 117 contrari, alla Camera con 348 voti a favore e 239 contrari.

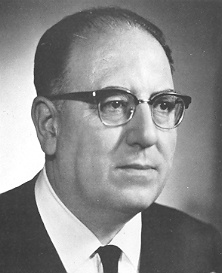
Franco Restivo

- 18 aprile: il ministro degli Interni, Franco Restivo, firma il decreto che convoca per il 7-8 giugno le prime elezioni dei consigli delle regioni a statuto ordinario.
A Roma, Milano e Genova scoppiano violenti scontri tra estremisti e polizia. A Roma e Milano gli incidenti originano da due cortei non autorizzati. A Genova sono fomentati da studenti di destra, che si danno ad atti di intemperanza dopo un comizio di Giorgio Almirante.[14]
- 22 aprile: comitato centrale PSI: scontri tra le componenti interne. I manciniani chiedono che nella direzione sia presente un autonomista di Nenni, i demartiniani si oppongono.
- 24 aprile: all'ultima tappa della visita di Paolo VI a Cagliari un gruppo di anarchici aggredisce a sassate il corteo delle auto con l'intenzione di colpire quella che ospita il Pontefice. Vengono invece colpite le auto che trasportano i cardinali Villot e Baggio. Nei successivi scontri con polizia e carabinieri si registrano 14 feriti e 21 arresti.[15]
- 30 aprile: il Consiglio dei ministri presenta al Parlamento un disegno di legge con cui si delega il Presidente della Repubblica a concedere l’amnistia per i reati comuni e quelli connessi alle lotte dell'«autunno caldo» compiuti entro il 31 dicembre 1969. I reati che saranno amnistiati devono prevedere una pena non superiore a tre anni (reati comuni) e cinque anni (gli altri).

### Maggio
- 4-5 maggio: consiglio nazionale della DC: viene approvato il programma nazionale per le imminenti elezioni regionali, definite coronamento dell'unità nazionale secondo il dettato della costituzione.
- 9 maggio: il ministro delle Partecipazioni Statali, Flaminio Piccoli, annuncia 7.000 miliardi di investimenti (4.700 dei quali già destinati a progetti definiti) predisposti dall'IRI per la costruzione di vari stabilimenti del gruppo nel Meridione. Le regioni del Mezzogiorno ospiteranno la produzione chimica, siderurgica e automobilistica necessarie a colmare il fabbisogno interno.[16]
- 12 e 22 maggio: rispondendo ad alcune interrogazioni alla Camera il ministro del Tesoro, Emilio Colombo presenta una relazione sulle prospettive economiche per il 1970. Rassicura sulla stabilità della lira ma serve una reciproca collaborazione per evitare un aumento del debito pubblico e una seconda impennata dei consumi che porti a un aumento dei prezzi. Secondo Colombo lo Stato si trova nella condizione di dover aumentare le entrate per ogni nuova spesa, e qualche aumento sarà necessario per coprire l'indebitamento delle mutue per il biennio 1969-1970. La pressante richiesta di rafforzamento della spesa sociale che sale dal basso dovrà essere la preoccupazione principale della politica economica del Governo e del Parlamento. Pochi giorni dopo, partecipando al centenario del Credito Italiano col ministro Piccoli, aggiunge che l'Italia è entrata in un collo di bottiglia, oltre il quale si prospettano una forte recessione dell'economia e una spirale inflazionistica. Facendo eco al governatore della Banca d'Italia, Guido Carli, sostiene che una gran parte del costo della crisi è dovuta alla sproporzione tra manifestazioni e scioperi e quantità di richieste.[17]
- 14 maggio: approvato il disegno di legge "Norme sulla tutela della libertà e dignità dei lavoratori, della libertà sindacale e dell'attività sindacale nei luoghi di lavoro e norme sul collocamento (Statuto dei lavoratori)". La legge è approvata con il voto favorevole dei partiti di centro-sinistra e dei liberali. Si astengono il PCI e il PSIUP per sottolineare alcune carenze della legge e il MSI.
- 31 maggio: con un incontro ufficiale tra il ministro degli Esteri, Aldo Moro, e il segretario di Stato vaticano, cardinale Jean-Marie Villot, si apre ufficialmente la consultazione sull'interpretazione dell'articolo 34 del concordato, nel quale la chiesa scorge un impedimento all'introduzione del divorzio in Italia.

### Giugno

Le regioni a statuto ordinario in cui si vota per la prima volta, indicate in grigio

- 7-8 giugno: si svolgono le prime elezioni dei Consigli regionali nelle Regioni a statuto ordinario e per il rinnovo di vari consigli provinciali e comunali. Il PSI, nonostante la scissione, si attesta al 10,4% mentre il Partito socialdemocratico ottiene il 7%. Alle politiche del 1968 i due partiti unificati avevano ottenuto il 14,5%. Il PSIUP subisce un arretramento passando dal 4,4% del 1968 al 3,2%. In leggero regresso la DC e il PCI che recupera in parte a svantaggio del PSIUP. Aumenta di quasi un 1% il MSI, perdono PLI e monarchici. Solo in Emilia-Romagna PCI e PSIUP hanno da soli la maggioranza. In Toscana e Umbria centro-sinistra e sinistre hanno pari seggi, nella altre regioni maggioranze di centro-sinistra. Il PSI è in molti casi l'ago della bilancia ma fa subito sapere che non entrerà in giunta in Emilia e in Toscana.
- 15 giugno: al Ministero degli Esteri si svolge il secondo colloquio Italia-Vaticano sul tema del divorzio. Partecipano Aldo Moro e Oronzo Reale per l'Italia, il cardinale Villot e monsignor Agostino Casaroli per il Vaticano. Non sono rilasciate dichiarazioni ufficiali ma ambienti della Farnesina affermano che la posizione vaticana si è irrigidita sui contenuti delle note diplomatiche inviate dalla segreteria di stato al Governo italiano.[18]
- 16 giugno: consiglio nazionale della DC: Arnaldo Forlani parla di conferma elettorale per il centro-sinistra, che anche in Umbria e Toscana impedisce giunte locali egemonizzate dal PCI e di una situazione economica delicata, minacciata da spinte inflazionistiche il cui rigetto spetta anche ai sindacati. Il segretario propone di rimediare al frazionamento interno del partito con l'introduzione del sistema maggioritario per le elezioni interne.[19]
- 17 giugno: inizia al Senato la discussione sulla legge per l'introduzione del divorzio. Il Ministero degli Esteri distribuisce ai senatori le tre note diplomatiche inviate dalla Santa Sede al governo italiano nel 1966, 1968 e 1970. La consegna avvenuta la sera prima viene presa a pretesto da DC e MSI per chiedere invano un rinvio della discussione.
Nell'attesa che prosegua il confronto tra Italia e Santa Sede, del quale i partiti del fronte divorzista rifiuteranno di attendere gli esiti, un gruppo di associazioni cattoliche (Unione cattolica italiana insegnanti medi; Azione cattolica; associazione italiana maestri cattolici; ACLI; Associazione giuristi cattolici) diffonde un appello congiunto in cui si sostiene che il divorzio introduce nella legislazione italiana una concezione egoistica del matrimonio. La possibilità di avvalersene anche di uno solo dei coniugi, dice ancora l'appello, configurerà dei veri e propri atti di ripudio.[20]
- 22 giugno: Consiglio dei ministri: approvati gli sgravi fiscali ai lavoratori. L'esenzione fiscale è portata ai redditi fino a 600.000 lire annue per i lavoratori dipendenti e 300.000 lire annue per quelli autonomi. Per la copertura della maggior spesa viene introdotta un'addizionale del 5% sui redditi superiori a 2.000.000 annui. Il provvedimento sarà proposto quale emendamento ad altri correttivi finanziari di prossima discussione parlamentare.[21]
- 24 giugno: alla Camera il Governo pone la fiducia sulla proposta di legge concernente le modifiche alla disciplina delle imposte di ricchezza mobile e complementare. La fiducia è concessa con 285 voti a favore e 210 contrari.
- 29 giugno-2 luglio: una manifestazione a Pescara per rivendicare alla città l'assegnazione di capoluogo di regione sfugge al controllo degli organizzatori e sfocia in una guerriglia urbana che si protrae anche nella notte. Danneggiamenti e attacchi alle forze dell'ordine con bottiglie molotov, lancio di pietre e biglie d'acciaio mediante fionde, incendiate alcune automobili e bloccata la ferrovia Roma-Pescara dalla minaccia di una bomba.
Il ministro delle Finanze Luigi Preti giudica irresponsabile lo sciopero generale proclamato per il 7 luglio, definito un vero e proprio attentato alla necessità produttiva del paese. Tra le proteste gli sgravi fiscali appena decisi dal Governo, giudicati lontani dalle effettive rivendicazioni dei lavoratori. Il Presidente del Consiglio, Mariano Rumor, con una lettera inviata alle tre Confederazioni, condiziona lo svolgimento dell'annunciata riunione governo-sindacati sulle riforme alla sospensione dello sciopero generale programmato per il 7 luglio. La richiesta non è accolta da CGIL, CISL e UIL e il governo annulla la riunione.[22]

### Luglio
- 2 luglio: assemblea nazionale dei segretari di federazione socialisti: il segretario Giacomo Mancini e il Vicepresidente del Consiglio Francesco De Martino confermano la linea seguita dopo la scissione e ribadiscono l’autonomia del partito sulla scelta di non escludere accordi con il PCI e il PSIUP nella formazione delle Giunte regionali.
- 7 luglio: dopo una riunione straordinaria del Consiglio dei ministri, Mariano Rumor si reca al Quirinale e rassegna al Capo dello Stato le dimissioni del Governo. Il Presidente dimissionario giustifica l'improvvisa e inaspettata scelta con la necessità di un chiarimento tra tutte le forze politiche, non soltanto quelle di governo, rispetto a un crescendo di problemi che diventa sempre più difficile affrontare. Forlani, Ferri e La Malfa approvano la decisione di Rumor, dura condanna invece dei socialisti e delle sinistre DC.[5]